# François Liberti
François Liberti, né le 17 septembre 1947 à Sète (Hérault), est un homme politique français.
Membre du Parti communiste français, il est maire de Sète de 1996 à 2001 et député de l'Hérault de 1997 à 2007.

## Biographie
François Liberti s'engage politiquement au début des années 1960, par opposition à la guerre d'Algérie, et monte avec des camarades de classe un comité pour la paix en Algérie.
Il commence à travailler en 1963, comme mousse sur un sardinier. À son retour du service militaire, effectué dans la Marine nationale en 1968-1969, il est matelot sur un chalutier. Dans les années 1970, il est à la fois pêcheur, conchyliculteur et coopérateur. Il est aussi engagé à la Confédération générale du travail (CGT) à partir de 1968.
Il est candidat lors des législatives de 1993 mais il est battu par le maire de Sète, Yves Marchand.
Député de 1997 à 2007, il est inscrit au groupe communiste à l'Assemblée nationale. Membre de la Commission de la défense nationale et des forces armées durant son premier mandat, il appartient ensuite à la Commission des affaires culturelles, familiales et sociales, la Commission des affaires économiques, de l'environnement et du territoire et à celle des finances, de l'économie générale et du contrôle budgétaire. 
François Liberti est maire de Sète de 1996 à 2001 à la suite de l'annulation de l'élection municipale de 1995. Il est battu lors des municipales de 2001 par François Commeinhes,.
En mars 2015, il est élu conseiller départemental du canton de Sète en binôme avec Véronique Calueba-Rizzolo,. Il démissionne un an après du conseil départemental,, et est remplacé par son suppléant Sébastien Andral.

## Détail des mandats

### À l'Assemblée nationale
- 01/06/1997 - 18/06/2002 : député, élu dans la 7e circonscription de l'Hérault
- 19/06/2002 - 19/06/2007 : député, élu dans la 7e circonscription de l'Hérault

### Au niveau local
- 14/03/1971 - 13/03/1977 : membre du conseil municipal de Sète dans la majorité
- 13/03/1977 - 06/03/1983 : membre du conseil municipal de Sète dans la majorité
- 14/03/1983 - 12/03/1989 : membre du conseil municipal de Sète dans l'opposition
- 17/03/1986 - 22/03/1992 : membre du conseil régional du Languedoc-Roussillon dans l'opposition
- 03/10/1988 - 15/09/1992 : membre du conseil général de l'Hérault
- 20/03/1989 - 18/06/1995 : membre du conseil municipal de Sète dans l'opposition
- 30/11/1992 - 25/07/1997 : membre du Conseil général de l'Hérault
- 25/06/1995 - 30/03/1996 : membre du conseil municipal de Sète dans l'opposition
- 02/04/1996 - 18/03/2001 : maire de Sète
- 18/03/2001 - 17/03/2004 : membre du conseil municipal de Sète dans l'opposition
- 03/2008 - 09/2008 : membre du conseil municipal de Sète
- 03/10/1988 - 25/7/1997 : conseiller général du canton de Sète-2
- 03/2004 - 03/2015 : conseiller général du canton de Sète-2
- 2015 - 2016 : conseiller départemental du canton de Sète
- 2014 - 2020 : conseiller municipal de Sète